# Lądowisko Wrocław-Szymanów
Lotnisko Szymanów (kod ICAO: EPWS) – lądowisko sportowe Aeroklubu Wrocławskiego w miejscowości Szewce, położone 10 km od centrum Wrocławia.
Lądowisko posiada dwie trawiaste drogi startowe. Pas na kierunku 14/32 o długości 700 m (oświetlenie włączane radiowo) oraz na kierunku 11/29 o długości 560 m.
Wzniesienie lądowiska: 119 m n.p.m., znaki wywoławcze i częstotliwość radiowa: Szymanów RADIO, Szymanów KWADRAT, 124.115 MHz.
W południowej części lotniska posadowione są dwa charakterystyczne hangary o powierzchni 3500 m² i 5500 m² oraz cztery mniejsze w jego południowo-zachodniej części. Na południowo-wschodnim skraju znajduje się basen spadochronowy tzw. swoop pond o wymiarach 80 × 20 m. 
Na lotnisku działa koncesjonowana stacja paliw – dostępne są paliwa lotnicze AVGAS 100LL oraz benzyna bezołowiowa UL91.
Pokoje gościnne pozwalają na nocleg grup do 40 osób. 
W sezonie na lotnisku działa bar.
Aeroklub Wrocławski oferuje usługę Fly&Drive (wypożyczalnia samochodów dla pilotów)